# 約翰·威廉斯 (作家)
約翰·爱德华·威廉斯（英語：John Edward Williams，1922年8月29日—1994年3月3日），美國作家、編輯、教授。
約翰·威廉斯出生於德州，在寫作及演戲方面頗有才華，但於當地初級學院讀了一年即被退學。曾參與二戰，隸屬於空軍，並在軍中完成第一部小說的草稿。退役後出版了第一本小說，並進入丹佛大學就讀，獲得學士及碩士學位。1954年起，在丹佛大學任教，直到1985年退休，期間出版了兩部詩集及多部小說。《奧古斯都》於1973年榮獲美國國家圖書獎。

## 著名作品
- 《只有黑夜》（Nothing But the Night，1948）
- 《屠夫渡口》（Butcher's Crossing，1960）
- 《史托納（英语：Stoner (novel)）》（Stoner，1965）
- 《奧古斯都》（Augustus，1972）